# Chaerophyllum argenteum
Chaerophyllum argenteum är en växtart i släktet rotkörvlar och familjen flockblommiga växter. Den beskrevs av Joseph Dalton Hooker och fick sitt nu gällande namn av K.F. Chung.

## Utbredning
Arten återfinns i sydöstra Australien.